# Cologne, Gers
Cologne är en kommun i departementet Gers i regionen Occitanien i sydvästra Frankrike. Kommunen ligger i kantonen Cologne som tillhör arrondissementet Auch. År 2022 hade Cologne 920 invånare.

## Befolkningsutveckling
Antalet invånare i kommunen Cologne
Referens:INSEE